# 袁亚湘
袁亚湘（1960年1月—），男，湖南资兴人，中国数学家，中国科学院院士，中国科学院数学与系统科学研究院研究员、博士生导师。袁亚湘专业为计算数学、应用数学、运筹学。主要研究方向最优化计算方法。

## 生平
袁亚湘出生于湖南省资兴县蓼江镇上村。1978年3月於文化大革命結束以後舉行的第二次高考中，十八岁考上湘潭大学（當年高考應屆畢業生，除特殊情況外都是16歲。基於1973年當時中學在讀計算）。1982年夏季，作為1978級40萬大學畢業生的一員獲得學士。四年后考上中国科学院计算中心研究生，师从冯康教授。1982年11月起在剑桥大学应用数学与理论物理系攻读博士，师从麦克尔·詹姆斯·大卫·鲍威尔教授。1986年获博士学位。1985年10月至1988年9月在剑桥大学菲茨威廉学院工作（Rutherford research fellow），1988年回到中国在中国科学院计算中心工作。成为当时中科院最年轻的正研究员。历任中国科学院计算数学与科学工程计算研究所所长（1995年－2007年），科学与工程计算国家重点实验室主任（1996年－2005年），中国科学院数学与系统科学研究院副院长（1998年－2007年）。2003年12月，欧美同学会第五届理事会第一次会议在北京召开，他担任副会长。
2018年1月，当选第十三届全国政协委员。

## 学术贡献
他在非线性优化计算方法及其理论方面，取得了一系列的重要成果,在非线性规划方面的研究成果被国际上命名为“袁氏引理”。
他的贡献主要集中在信赖域法， 拟牛顿法和共轭梯度法三个方面。在信赖域法算法设计和收敛性分析方面所做的工作是开创性的，特别是对于非光滑优化信赖域方法的研究得出了一系列重要的收敛性定理，给出了超线性收敛的充分必要条件。他因此在1984年获英国剑桥大学数学学部研究生论文竞赛唯一的一等奖，以及1985年在英国伦敦获首届青年国际数值分析奖二等奖。
他给出了双球信赖域子问题的最优性条件，证明了截断共轭梯度法的“1/2 猜想”。在拟牛顿方法的理论研究方面，他和美国科学家合作证明了一类拟牛顿方法的全局收敛性，这是非线性规划算法理论在80年代最重要的成果之一。他和学生戴彧虹合作提出的“戴-袁方法”被认为是非线性共轭梯度法四个主要方法之一。他还首创性地提出了用信赖域方法和传统的线搜索方法的结合来构造新的计算方法，开创了利用非二次模型信息构造二次模型子问题的方法，提出了非拟牛顿方法。国外同行称袁亚湘在信赖域方法领域取得的成就是基石性的成果，他的贡献对最优化领域是至关重要的。

## 社会兼职
- 中国运筹学会理事长（2004–2012）
- 中国数学会理事长（2015-2019）
- 中国科协副主席（2016年）
- 国际工业与应用数学联盟（英语：International Council for Industrial and Applied Mathematics）主席（2019–2023）

## 奖项和荣誉

### 奖项
- 冯康科学计算奖（1995年）
- 中国青年科学家奖（1996年）
- 国家自然科学二等奖（2006年）
- 陈省身数学奖（2011年）
- 发展中国家科学院奖（原第三世界科学院奖）（2014年）
- 美国工业与应用数学学会杰出贡献奖（2017）[3]
- 华罗庚数学奖（2023年）

### 荣誉
- 中国十大杰出青年称号
- 中国科学院院士（2011年）
- 美国工业与应用数学学会会士（2011年）1998年
- 美国数学学会首届会士（2012年）
- 巴西科学院通讯院士（2014年）
- 世界科学院院士（2015年）